# Fokker T.V
Fokker T.V byl nizozemský dvoumotorový bombardovací letoun vyvinutý firmou NV Nederlandsche Vliegtuigenfabriek Fokker se sídlem v Amsterodamu.

## Vznik
Na jaře 1937 byly vypsány požadavky nizozemského letectva na těžký dálkový stíhací letoun s funkcí středního bombardéru. Nizozemské letectvo okamžitě objednalo 16 sériových strojů, aby urychlilo jejich přechod do aktivní služby. První sériový stroj tedy vzlétl 16. říjen 1937. O dálkový stíhač se sice nejednalo, ale jako střední bombardér naprosto vyhovoval.

## Popis konstrukce
Konstrukce letounu byla smíšená, trup byl v přední části duralový, ve střední části dřevěný a zadní část byla z ocelových trubek s plátěným potahem. Křídlo pak bylo převážně dřevěné. K pohonu byly použity hvězdicové motory Bristol Pegasus XXVI po 925 k s třílistými vrtulemi. Letoun byl vyzbrojen pohyblivým kanónem Solothurn ráže 22 mm v přídi. Ve střelištích na hřbetě trupu, v podlaze, v bocích trupu a v ocasním kuželovém střelišti byly použity pohyblivé kulomety FN ráže 7,9 mm. Pro obě boční střeliště byla vestavěna jedna zbraň, která se přesouvala na jednu nebo druhou stranu podle potřeby. Letoun pak mohl nést až 1000 kg pum.

## Použití
Na začátku války mělo Nizozemské vojenské letectvo jedinou bombardovací squadronu BomVA 1 na letišti Schiphol, příslušející k 1. leteckému pluku. V jejím stavu bylo pouze 12 letounů Fokker T.V z nichž, v době napadení země Německem 10. května 1940, bylo v letuschopném stavu pouze devět. Tři byly rozebrány v dílnách.
Všech devět letounů se účastnilo boje. Ničily mosty přes řeku Maasu, aby zabránily v postupu německé armádě. Na letišti Wallhaven zničily 30 německých letounů.
Všechny letouny byly během těchto bojů zničeny. Poslední byl sestřelen 13. května 1940 Messerschmittem Bf 109E.

## Hlavní technické údaje
Údaje dle
- Rozpětí: 21,00 m
- Délka: 16,00 m
- Výška: 5,08 m
- Nosná plocha: 66,20 m²
- Hmotnost prázdného letounu: 4750 kg
- Vzletová hmotnost: 7350 kg
- Maximální rychlost v 3000 m: 415 km/h
- Cestovní rychlost: 345 km/h
- Čas výstupu na 1000 m: 2,5 min.
- Čas výstupu na 5000 m: 14,2 min.
- Cestovní rychlost: 345 km/h
- Dostup: 7700 m
- Dolet: 1630 km